# Porvoo-fællesskabet
Porvoo-fællesskabet er et anglikansk-luthersk kirkefællesskab mellem lutherske kirker i Norden og Baltikum, anglikanske kirker på De britiske øer og episkopale kirker på Den iberiske halvø. Aftalen om fællesskabet, Porvoo-aftalen (Porvoo-erklæringen eller Porvoo-deklarationen), blev 1992 forhandlet i Porvoo i Finland og underskrevet af kirkernes øverste ledere ved ceremonier henholdsvis 1. september 1996 i Nidarosdomen, 8. september 1996 i Tallinn Domkirke i Estland og 28. november 1996 i Westminister Abbey i London.
Aftalen indebærer, at kirkesamfundene anerkender hinandens dåb, nadver og bispeembede, og at døbte medlemmer af de enkelte kirker kan betragtes som medlemmer af andre kirker i fællesskabet. Inden for Porvoo-fællesskabet kan biskopper, præster og diakoner gøre tjeneste i hinandens kirker uden ny ordination eller indvielse.
Den danske folkekirke deltog ligesom Den lettiske lutherske kirke i udformningen af Porvoo-erklæringen, men de to kirker valgte alligevel ikke at tilslutte Porvoo-fællesskabet fra starten . Siden har Den danske folkekirke underskrevet Porvoo-erklæringen, hvilket skete ved en gudstjeneste i Københavns Domkirke 3. oktober 2010. Den lettiske lutherske Kirke har stadig ikke tilsluttet sig Porvoo-fællesskabet men deltager sammen med Den lettiske lutherske Udlandskirke og Den lutherske Kirke i Storbritannien med observatørstatus.
Arbejdet i Porvoo-fællesskabet koordineres af en kontaktgruppe med én repræsentant fra hver kirke inkl. kirkerne med observatørstatus. Kontaktgruppen ledes i fællesskab en af anglikansk og en luthersk biskop.

## Medlemskirker
- Den norske kirke
- Den engelske kirke
- Den irske kirke
- Den skotske episkopale kirke
- Kirken i Wales
- Den evangelisk-lutherske kirke i Finland
- Den islandske kirke
- Den svenske kirke
- Den evangelisk-lutherske kirke i Estland
- Den evangelisk-lutherske kirke i Litauen
- Den portugisiske lusitanske kirke
- Den spanske reformerede episkopale kirke
- Den danske folkekirke

## Kirker med observatørstatus
- Den lettiske lutherske kirke
- Den lettiske lutherske udlandskirke
- Den lutherske kirke i Storbritannien